# シャクティ・カリン
シャクティ・カリン (Shakti Kareen)は、アニメ『機動戦士Vガンダム』に登場する架空の人物。11歳。

## 人物
本作『機動戦士Vガンダム』のヒロイン。主人公ウッソ・エヴィンの幼なじみ。やや薄い褐色の肌と黒髪に黒い目を持つ少女。趣味はフランダースと散歩、花の世話。特技はカルルの好きなミルクの温度がわかること。服装は、初期は薄黄色のタートルネックに茶色のジャケット、赤いスカートであったが、宇宙に上がってベスパに保護されて以降（第20話）は、襟の大きな薄黄色のトップスに黄緑色のジャケットとスカートが主になる。併せて、髪型も初期の肩の辺りで束ねる形から、首元での一本結びに変化（前髪はセンター分けが多くなる）、結び目に赤いリボンを付ける形になる。
ザンスカール帝国の女王マリア・ピァ・アーモニアの実の娘であり、ザンスカール帝国軍のエースパイロットクロノクル・アシャーの姪にあたる。母と同じサイキッカー（ニュータイプ）としても高い素養を持つ。しかし母マリアとは何らかの事情で生き別れている。
牧歌的で素朴、おとなしい性格だが芯が強く、マリア主義に感化・洗脳されたカテジナ・ルースとは対照的に、最後まで戦争やザンスカールの恐怖政治を否定しつづけた。
その一方、平和を願うあまりに話し合いを求めて敵中に単独で入ってしまうなど、無謀な行動を独断で行う一面もあり、結果的にトラブルメーカーとなってしまうことも多かった（もっとも、これは戦争のトラウマから精神を病んでしまった面が大きい）。
幼馴染のウッソ・エヴィンに対しては兄のように慕っているが、カテジナ・ルースのウッソへの手紙を隠したり、シュラク隊に嫉妬してむくれたりと、ウッソには無意識的に恋心を抱いているようである。
物語の序盤では11歳の少女らしく、目印となるヤナギランを植えておけば、自分がどこにいても、親が見つけてくれるとずっと信じていたり、戦争に怯えてカサレリアに帰りたがったりとまだ幼さを残していた。
ヤナギランはシャクティにとっては育ての親の象徴的存在であると同時に精神的な支えであり、ベチエンがベスパに攻撃された時には、彼女は恐怖心に取り憑かれて親に助けを求め、森で泣きながらヤナギランの種を植え続けていた。
幾多の悲劇を経験し、精神的に成長していくとともに、ヤナギランやカサレリアに精神的に依存しなくなってゆく。
しかし、マリアの娘であることが判明してからは、ウッソにさえザンスカール帝国側の人質とみなされる扱いとなり、彼女を巡って命を落とした者も少なくない。
物語後半では女王の娘としての威厳をみせ、タシロ・ヴァゴら大人たちを驚かせるほどの気丈な娘に成長した。
サイキッカーとしても母マリアを凌ぐ能力を見せ、最後にはサイキッカー達の力を最大限に引き出し、“暖かな光”とも呼ばれる「ウォーム・バイブレーション」を発生させた。その未知の光によってザンスカール帝国の超巨大サイコミュ兵器エンジェル・ハイロゥを浄化するように空中分解させ、戦争を終結に導いた。
なお、第2～4話はシャクティの回想話になっている他、次回予告も彼女視点のモノローグとなっており最後に「見て下さい」の言葉が毎回の締めとなっている。

## 母親との関係
アニメ版では幼いシャクティを抱いた母マリアの写真は残っており、シャクティも「マリアおばさん」という名で覚えていた（第8話）が、マリアが実の母と知るのは後である。マリアと離れて暮らしていた理由については、マリアがシャクティの安全を考えて地球に下ろしたのだとクロノクルは説明している（第24話）。
小説版ではアニメ版より詳細な説明が増えている一方、相違点も見られる。シャクティの生まれはサイド1「アルバニアン」で、父親は有色人種ではなかったというが、マリアは「めずらしいことではない」として、特に気にしていない。4歳ごろまではマリア、クロノクルと共に暮らしていたが、フォンセ・カガチの手によって事故に見せかけて行方不明になったとされている（小説Vol.2、8章）。行方不明後の経緯はカガチ自身も知らないようにしており、カサレリアに養父母と共に来たいきさつは不明。養父はカサレリアに来てすぐ病死（Vol.1、5章）、養母は3年前に行方不明になっている（Vol.1、3章）。両親は1巻の時点で養父母と呼ばれており、実の親でないことは明らかになっている。マリアの写真は登場していない。
小説版ではマリアがつけた名は「アシリア」で、「シャクティ」はマリアがつけたものではないが、「カリン」はマリアの元々の姓。アニメ版ではアシリアの名は登場せず、マリア自身もシャクティと呼んでいる。
アニメ版、小説版とも、前半はカサレリアの育ての母の帰りを待っていたが、最後まで行方不明のままとなっている。

## 劇中での活躍
物語の序盤では、赤ん坊が苦手なカテジナにかわってカルルマン・ドゥカートゥスを養育したり、ウッソの帰りを待ちながら料理をしたりしていた。また、マーベット・フィンガーハットが結婚した際には、シーツからウエディングドレスを作ったり、花嫁のブーケを受けとったりという場面もあり、家庭的な少女であることが強調されていた。
もともと素養があったらしく、ウッソ同様、宇宙に出てからサイキッカー（ニュータイプ）としての能力を開花させ、物語終盤にはザンスカール帝国の超巨大サイコミュ兵器エンジェル・ハイロゥのキールームで戦争を終結させるために祈りを捧げる。その終戦を願う真摯な祈りと、サイキッカー達の力を借りて“暖かな光”とも呼ばれる「ウォーム・バイブレーション」を発生させ、その未知の光によってエンジェル・ハイロゥを浄化するように空中分解させた。エンジェル・ハイロゥのパーツに利用されていたサイキッカー達はエンジェル・ハイロゥが地球の生き物達に悪影響を与えないように、両軍の地球に不要な兵器を巻き込みながら宇宙の彼方へと昇って行ったが、シャクティがいたキールームは地上に向かって自由落下を続け、V2ガンダムに回収された。
その後シャクティ(本名アシリア)はウッソ達とともにポイント・カサレリアに戻り平和な暮らしを取り戻した。アニメのラストシーンでは視力を失ったカテジナ・ルースと再会するが、あえて彼女に自らの名を告げず、ウッソにも憧れの女性の変わり果てた姿を知ることのないよう、カテジナと会ったことを告げなかった。そしてカテジナとシャクティの涙をもって『Vガンダム』は終幕を迎える。
漫画版では、ザンスカール本国に連れられて（第6章）以降は出番の無い期間が続き、その後の再登場は終盤のエンジェル・ハイロゥ攻防戦（第10章・最終章）となる。アニメとは異なり、最後まで初期の服装・髪型であるほか（ただし、第10章のウッソが見たイメージでは、後頭部の首元にリボンを付けている）、エンジェル・ハイロゥのキールームにも普段着で入っている。出番は多くなく、アニメで見られたトラブルメーカーとしての一面や、ウッソ絡みで他の女性に嫉妬する、といった描写は減らされている。

## 担当声優
- 黒田由美（現：市原由美） - テレビアニメ版
- 小林愛 - ゲーム『SDガンダム GGENERATION』シリーズ（『ZERO』 - 『PORTABLE』）
- 森田涼花 - ゲーム『機動戦士ガンダム U.C. ENGAGE』[3]

ゲーム『SDガンダム GGENERATION』シリーズでは、一部小林愛が声を担当していたが、『SPIRITS』以降の作品ではテレビアニメ版と同じく黒田由美（市原由美）が担当している。

## 評価
『愛と戦いのロボット 完全保存版』で発表されたアンケート「みんなで選ぶロボットアニメーションベスト100」では、「一番お気に入りのヒロインは？」で第54位にランクインした。